# Soucy (Yonne)
Soucy – miejscowość i gmina we Francji, w regionie Burgundia-Franche-Comté, w departamencie Yonne.
Według danych na rok 1990 gminę zamieszkiwało 1 316 osób, a gęstość zaludnienia wynosiła 61 osób/km² (wśród 2044 gmin Burgundii Soucy plasuje się na 175. miejscu pod względem liczby ludności, natomiast pod względem powierzchni na miejscu 390.).

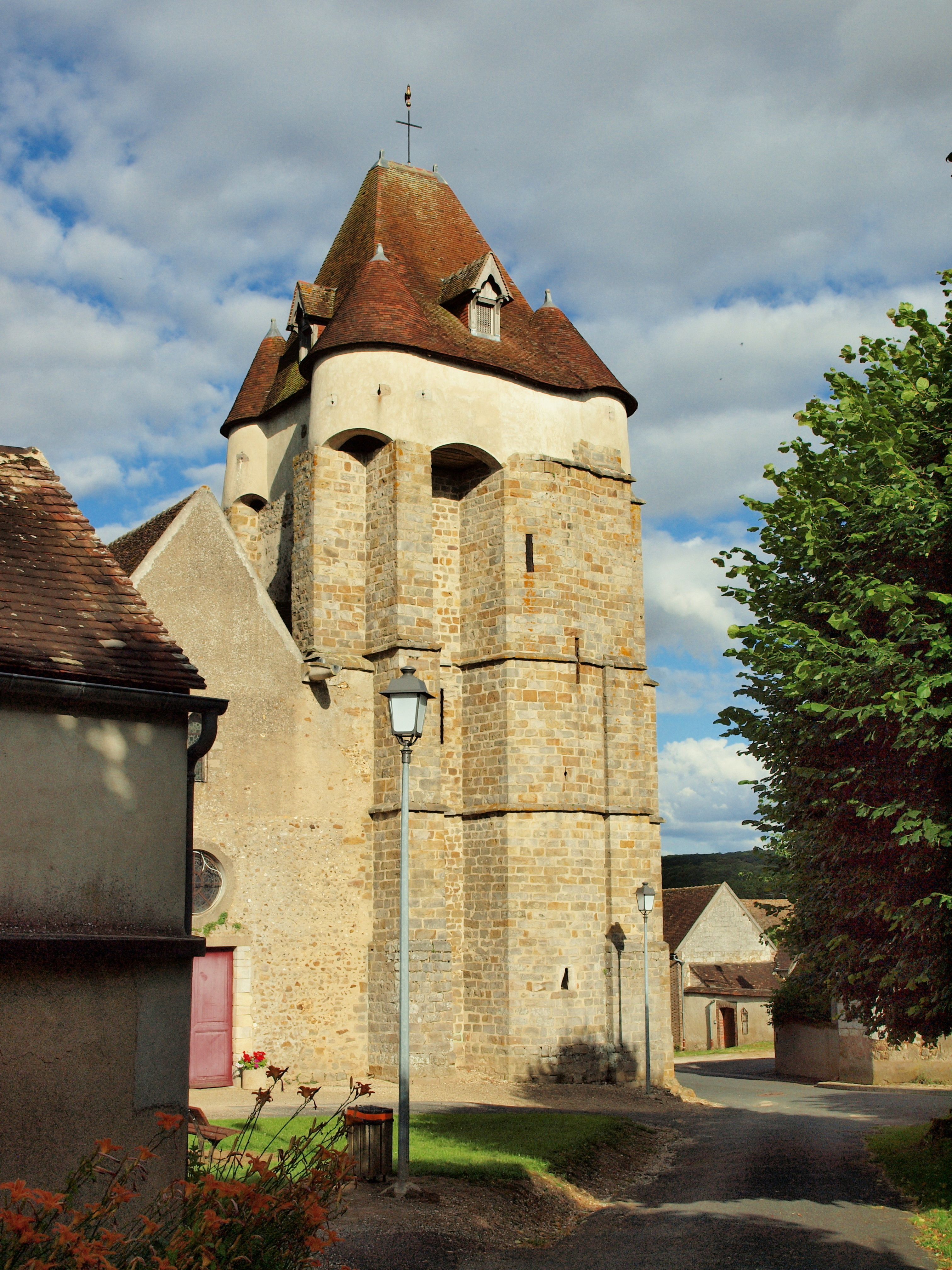
Kościół Świętego Szczepana (Église Saint-Étienne) w Soucy